# Кейбл (переписна місцевість, Вісконсин)
Кейбл (англ. Cable) — переписна місцевість (CDP) в США, в окрузі Бейфілд штату Вісконсин. Населення — 177 осіб (2020).

## Географія
Кейбл розташований за координатами 46°12′4″ пн. ш. 91°17′36″ зх. д. / 46.20111° пн. ш. 91.29333° зх. д. (46.201243, -91.293253).  За даними Бюро перепису населення США в 2010 році переписна місцевість мала площу 2,70 км², уся площа — суходіл.

## Демографія
Згідно з переписом 2010 року, у переписній місцевості мешкало 206 осіб у 110 домогосподарствах у складі 53 родин. Густота населення становила 76 осіб/км².  Було 136 помешкань (50/км²).
Расовий склад населення:
| - 99,0 % — білих - 1,0 % — чорних або афроамериканців |

До двох чи більше рас належало 0,0 %. Частка іспаномовних становила 0,0 % від усіх жителів.
За віковим діапазоном населення розподілялося таким чином: 18,0 % — особи молодші 18 років, 56,3 % — особи у віці 18—64 років, 25,7 % — особи у віці 65 років та старші. Медіана віку мешканця становила 50,2 року. На 100 осіб жіночої статі у переписній місцевості припадало 82,3 чоловіків;  на 100 жінок у віці від 18 років та старших — 85,7 чоловіків також старших 18 років.
Середній дохід на одне домашнє господарство  становив 31 658 доларів США (медіана — 21 250), а середній дохід на одну сім'ю — 39 890 доларів (медіана — 38 333). За межею бідності перебувало 23,3 % осіб, у тому числі 42,6 % дітей у віці до 18 років та 14,5 % осіб у віці 65 років та старших.
Цивільне працевлаштоване населення становило 84 особи. Основні галузі зайнятості: мистецтво, розваги та відпочинок — 35,7 %, освіта, охорона здоров'я та соціальна допомога — 15,5 %, інформація — 11,9 %.